# Mimosybra alternans
Mimosybra alternans là một loài bọ cánh cứng trong họ Cerambycidae.